# Крутуха
«Крутуха» — заповідне урочище місцевого значення. Заповідне урочище розташована на території Бориспільського району Київської області.
Урочище розміщується в межах Дівичківської сільської громади Бориспільського району. Об’єкт оголошене рішенням Київської обласної
ради 4 скликання від 27 жовтня 2005 р. № 310-26-IV.
Урочище є унікальним в природному відношенні для даної місцевості мальовничим ландшафтом, де зростають червонокнижні види – ковила волосиста та астрагал шерстистоквітковий.

## Галерея

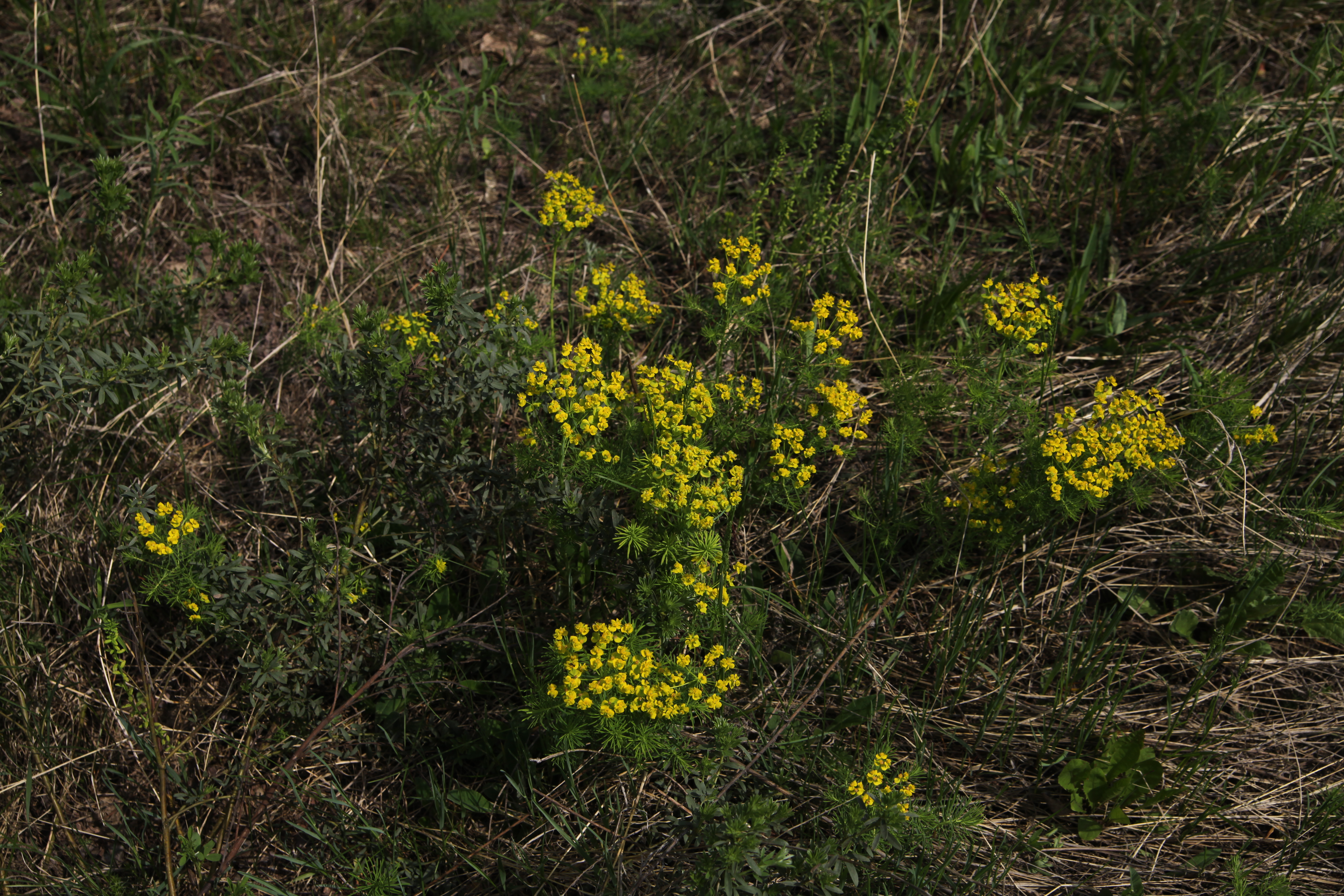
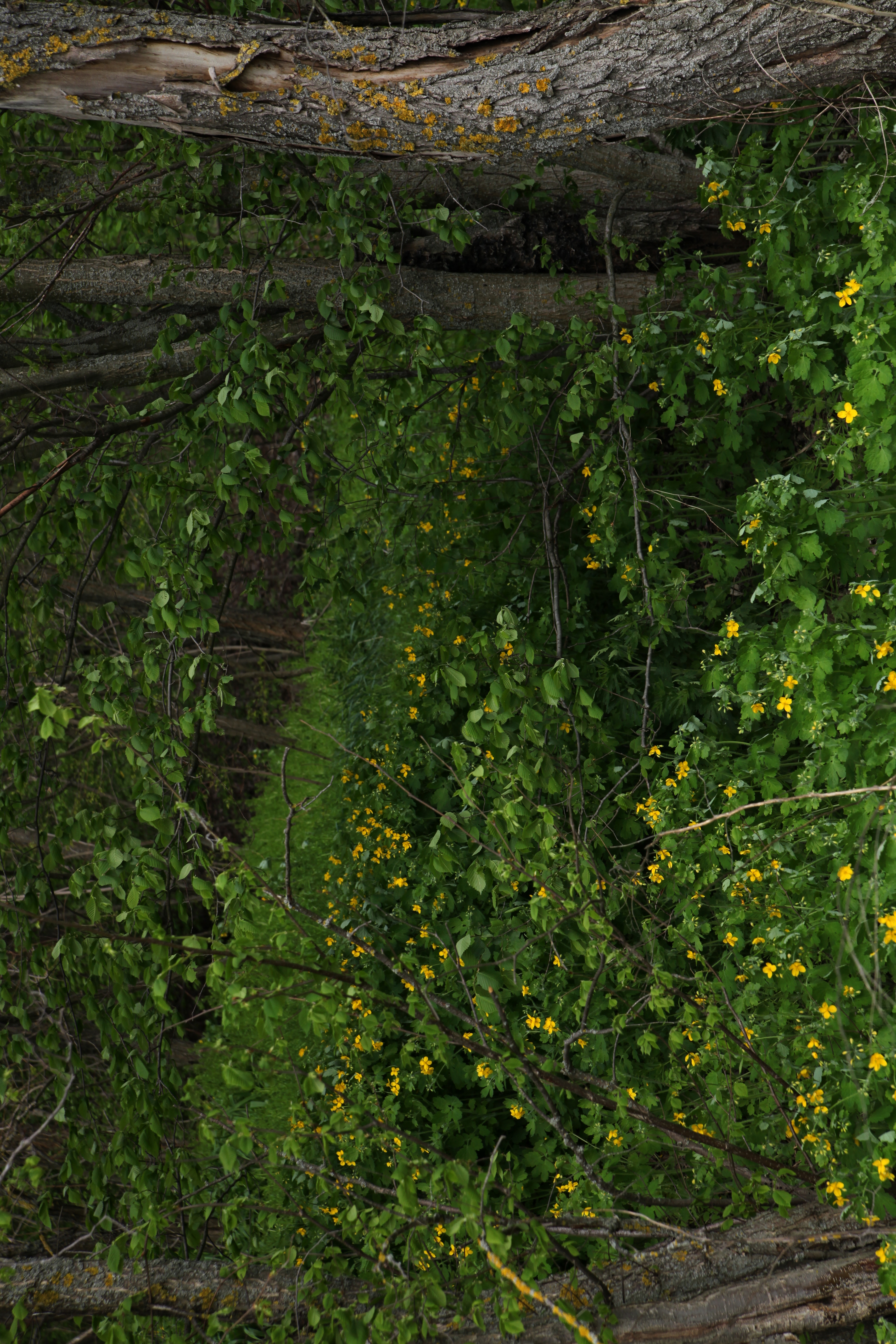
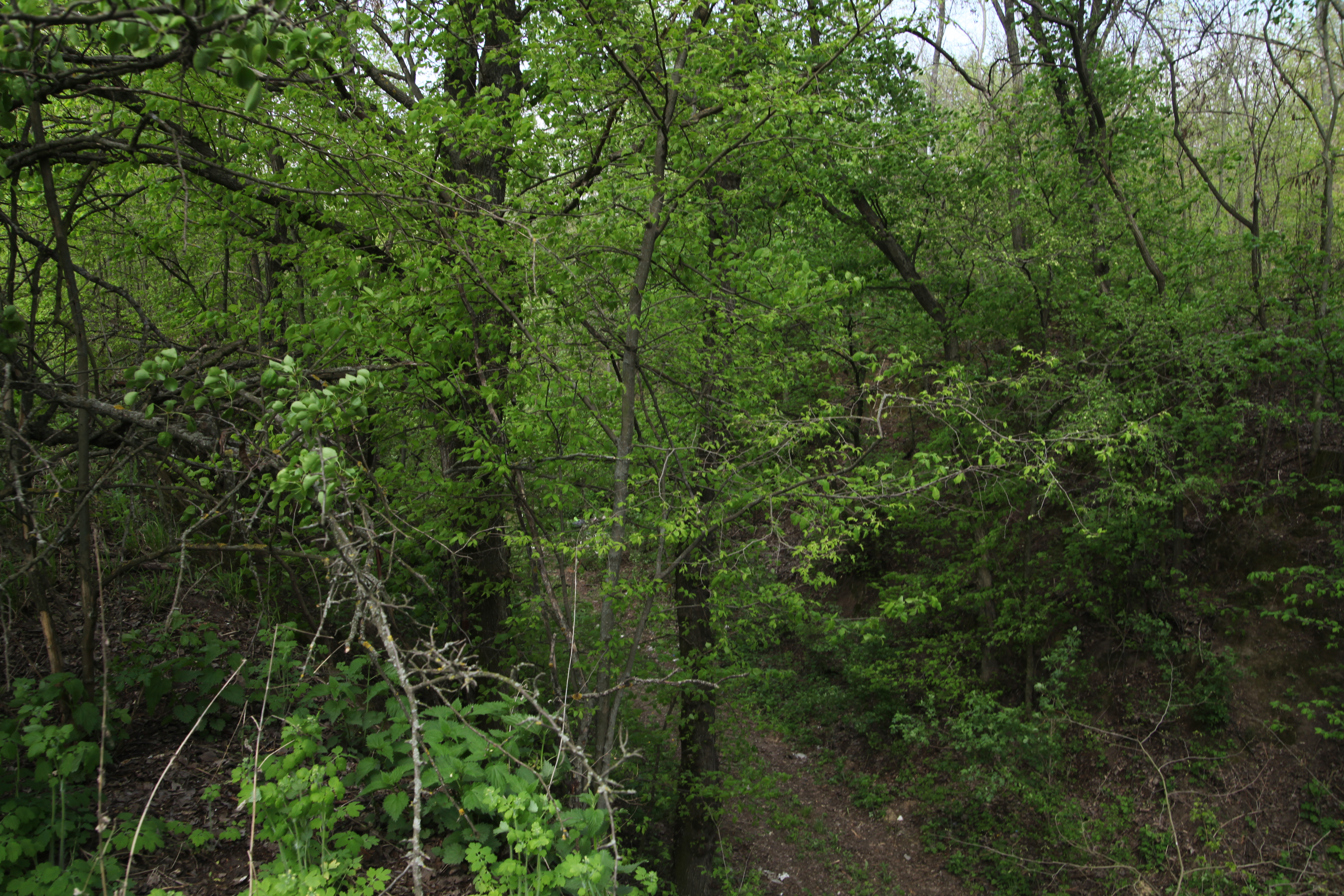